# Hans Oster
Generalmajor Hans Paul Oster (9 de agosto de 1887 – 9 de abril de 1945) foi um general da Wehrmacht e uma das principais figuras da resistência alemã antinazista entre 1938 e 1943. Como vice-chefe do departamento de contraespionagem da Abwehr (inteligência militar alemã), Oster estava em uma posição privilegiada para conduzir operações de resistência sob o disfarce de atividades de inteligência.

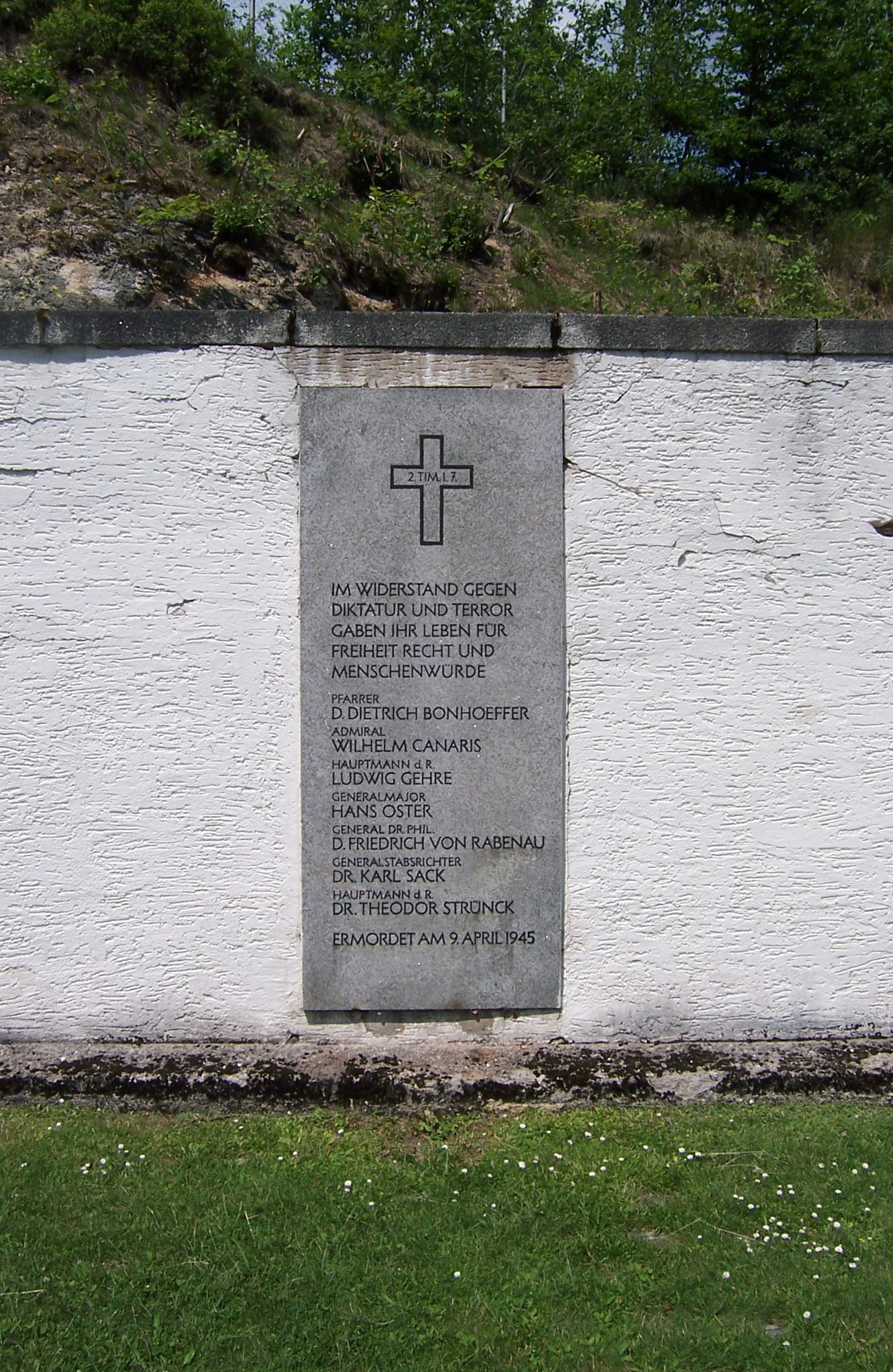
Memorial em Flossenbürg.

Ele esteve envolvido no "Plano Oster" de setembro de 1938 e foi preso em 1943 sob suspeita de ajudar oficiais da Abwehr que foram pegos auxiliando judeus a fugir da Alemanha. Após o fracassado Atentado de 20 de Julho de 1944 contra Hitler, durante um interrogatório, Oster nomeou o almirante Wilhelm Canaris, chefe da Abwehr, como o "fundador espiritual do Movimento de Resistência". A Gestapo prendeu Canaris e, eventualmente, encontrou seus diários, nos quais as atividades antinazistas de Oster foram reveladas. Em abril de 1945, ele foi enforcado juntamente com Canaris e Dietrich Bonhoeffer no campo de concentração de Flossenbürg.

## Literatura
- Roger Moorhouse. Killing Hitler. Jonathan Cape, 2006.
- Terry Parssinen. The Oster Conspiracy of 1938 Harper Collins, 2004.
- Joachim Fest. Plotting Hitler's Death: The German Resistance to Hitler, 1933-1945. Weidenfeld & Nicholson, 1996.
- Berben, Paul - O Atentado contra Hitler. Coleção Blitzkrieg, Nova Fronteira, 1962